# Hans Christian Larsen
Hans Christian Larsen, född 8 augusti 1870 i Broby vid Sorø, död 22 juli 1955, var en dansk agronom.
Larsen blev lantbrukskandidat 1893, var kassör i Landhusholdningsselskabet 1895-1915 och sekreterare i Statens Planteavlsudvalg 1903-16 samt blev kontorschef vid Statens Forsøgsvirksomhed 1916.
Vid Emil Rostrups död 1907 övertog han redaktionen av "Tidsskrift for landbrugets planteavl". Från 1915 var han Lantbruksministeriets växtförädlingsinspektör, två år senare blev han ministeriets representant i centralstyrelsen för driften av statsegendomarna Faurholm och Trollesminde, 1918 i hushållslärarinnekommissionen, 1919 i statens markförbättringskommitté, i hed- och markförbättringskommissionen och i Landbohøjskolekommissionen.
Åren 1897-1903 var Larsen sekreterare i Foreningen af danske Landbrugskandidater, planlade och redigerade "Landøkonomisk Aarbog", som föreningen började att utge 1900, och då årsboken senare övergick till Landhusholdningsselskabet, förblev han redaktör för denna till  1918. Slutligen kan nämnas att han 1917 var en mycket intresserad deltagare vid planläggandet av vildmossarnas exploatering. Han avgav en mängd förslag och yttranden till Lantbruksministeriet och andra institutioner samt skrev artiklar i bland annat "Landbrugets ordbog".